# Puntius terio

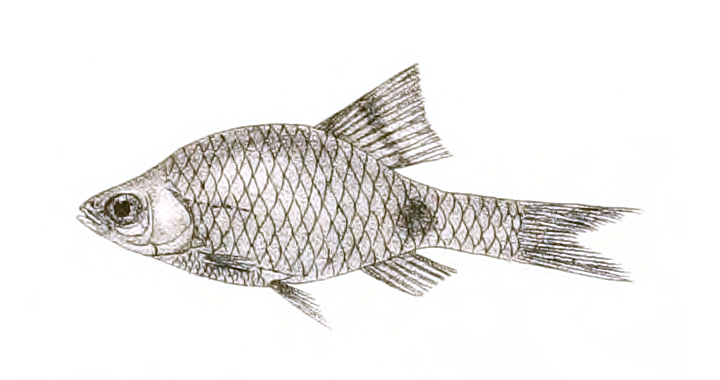
Hình ảnh của loài cá Puntius terio

Tên thường gọi của chúng là onespot barb hay Teri barb (tên khoa học là Puntius terio) là một loài cá nhiệt đới sống ở môi trường nước ngọt thuộc phân họ Cyprininae trong họ cá chép. Nó có nguồn gốc từ vùng biển nội địa ở châu Á và được tìm thấy ở Pakistan, Ấn Độ, Bangladesh và Myanmar. Nó được đặt tên là Cyprinus terio bởi tiến sĩ Francis Buchanan-Hamilton vào năm 1822, và cũng được đề cập đến trong các tài liệu khoa học với tên Systomus terio hoặc Barbus terio. Chúng có tầm quan trọng trong việc buôn bán các sinh vật thủy sinh.
Tình trạng bảo tồn hiện tại của chúng là ít được quan tâm.
Chiều dài của chúng khi trưởng thành có thể lên đến 4 in (10 cm). Con đực có màu vàng, vùng hậu môn và vây ngực có màu cam. Vào mùa giao phối, con được có màu cam sáng. Con cái có màu bạc với vây trong suốt. Bề ngoài của chúng tương tự như rosy barb, Pethia conchonius, nhưng nó có một đốm màu cam đỏ trên đĩa mang và có vây lưng nhọn hơn.
Trong tự nhiên, nó sinh sống ở các con sông, kênh rạch, ao, mương và các vùng ngập nước ở những khu vực có bề mặt là phù sa và bùn. Chúng sống trong vùng nước thuộc vùng khí hậu nhiệt đới có độ pH 7,0 - 8,0, độ cứng của nước từ 15 - 30 dGH và nhiệt độ từ 64 - 82 °F (18 - 28 °C).